# 유자미
유자미(柳自湄, ? ~ 1462년)는 조선 전기의 문신이다. 자는 원지(原之), 호는 서산(西山), 본관은 문화이다. 유함의 아들. 사육신의 한 사람인 유성원의 친족이다.
1451년 과거에 급제하고 사헌부 감찰(監察)을 지냈다. 세조의 계유정변 이후 1456년 사육신(死六臣) 사건이 일어나자 그 중의 한 사람인 성삼문(成三問)의 일족이 몰살당할 때 그의 손녀이자 아들 성맹년의 어린 딸을 데려다 비밀리에 길러서 자부(子婦)로 삼았다. 단종에 대한 의리를 지켜 일생을 바깥세상에 나가지 않고 숨어 살았다. 글씨와 그림에 능했다. 양산(梁山)의 귀산사(龜山祠)에 제향(祭享)되었다.

## 가족
- 할아버지 : 유원지(柳原之)
  - 아버지 : 유함(柳浛)
  - 어머니 : 최렴(崔濂)의 딸
    - 부인 : 진주 유씨, 유진(柳珍)의 딸
      - 아들 : 유지(柳輊)
      - 자부 : 평창 이씨, 이영서(李永瑞)의 딸
        - 손의 딸 유관(柳祼)

      - 아들 : 유헌(柳軒)
        - 손자 : 유진방(柳震芳)

      - 아들 : 유원(柳轅)
        - 손자 : 유배형(柳培亨)

      - 아들 : 유즙
      - 자부 : 창녕 성씨, 성맹년의 딸

## 같이 보기
- 성삼문
- 사육신
- 생육신
- 유성원
- 박팽년
- 유응부
- 정보
- 조려
- 김시습
- 이맹전
- 원호
- 성담년
- 성담수